# Język nominatywno-absolutywny
Język nominatywno-absolutywny (aktywny) – język, w którym rozróżnia się pomiędzy podmiotem aktywnym nominativus a podmiotem nieaktywnym absolutivus. W językach tych nominativus wyraża także agensa, a absolutivus – pacjensa.
Rozróżnia się częstszy podtyp split-S (ang. podzielone S, czyli subject – podmiot [zdania nieprzechodniego]), w którym określony czasownik nieprzechodni łączy się zawsze z jednym z tych przypadków i rzadszy fluid-S (ang. płynne S), w którym użycie nominatywu lub absolutywu zależy od mówiącego.